# María Antonia Iglesias

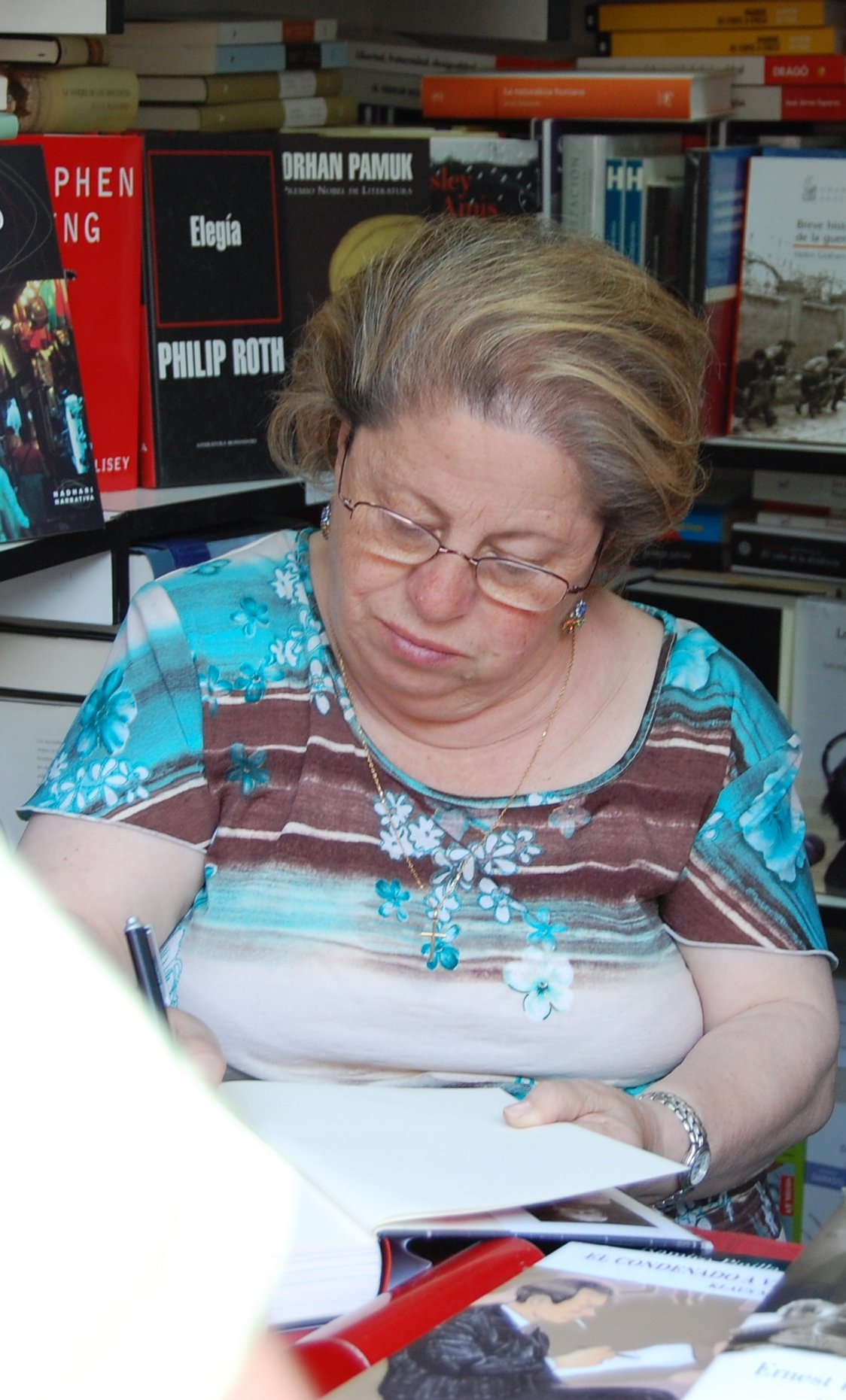
María Antonia Iglesias, 2007

María Antonia Iglesias González (Ourense, 15 de janeiro de 1945) é uma jornalista espanhola.
Seu pai é o famoso pianista e musicólogo Antonio Iglesias Álvarez, e trabalhou em publicações como Informaciones, Triunfo,Tiempo, Interviú e El País'. 

## Radio
- Hoy por hoy, (Cadena SER)
- La Brújula (2002, Onda Cero)
- Protagonistas (2004-2006, Punto Radio)

## TV
- Informe Semanal, 1984, RTVE
- Día a día (1996-2004, Telecinco)
- Cada día (2004-2005-2006, Telecinco)
- Lo que inTeresa (2006, Antena 3)
- Las Mañanas de Cuatro (2006-2009, Cuatro)
- Madrid opina (2006-2008, Telemadrid)
- La mirada crítica (2008, Telecinco)
- La noria (2008-2011, Telecinco)